# Paratypton
Paratypton is een geslacht van kreeftachtigen uit de klasse van de Malacostraca (hogere kreeftachtigen).

## Soort
- Paratypton siebenrocki Balss, 1914